# 油城 (賓夕法尼亞州)
油城（英語：Oil City）是美國賓夕法尼亞州韋南戈縣的一座城市，位於阿勒格尼河上游河畔，2020年有人口9,608人。城市最初於1862年建立，1862年升格为镇区，1871年升格为城市。
油城最初的定居点是零星的，并且与钢铁工业密切相关。1861年钻出第一口油井后，它成为石油工业的中心，同时也曾是Pennzoil、Quaker State和Wolf's Head机油公司的总部所在地。20世纪90年代，这些公司都将总部迁往其他地方。然而，一些油井继续稳定生产优质的石油。